# Ван Кам, Даниэль
Даниэль ван Кам (нидерл. Daniël van Kaam; родился 23 июня 2000 года, Аппингедам, Нидерланды) — нидерландский футболист, полузащитник клуба «Хераклес».

## Клубная карьера
Ван Кам — воспитанник клубов «Аппингедам» и «Гронинген». 6 октября 2018 года в матче против АДО Ден Хааг он дебютировал в Эредивизи в составе последнего.
31 августа 2022 года перешёл в «Камбюр», подписав с клубом трёхлетний контракт.
2 августа 2024 года перешёл в «Хераклес», подписав трёхлетний контракт до середины 2027 года. 11 августа дебютировал за клуб в гостевом матче Эредивизи против «Спарты».